# Auguste Bocher
Pour les articles homonymes, voir Bocher.
Auguste Bocher, Aogust Bôcher, Ar Yeodet (nom bardique) est un journaliste, poète breton, orateur distingué, membre de la Gorsedd de Bretagne, né en 1878 et mort assassiné le 22 avril 1944.

## Biographie
Auguste Bocher est le rédacteur avec Erwan ar Moal de Breiz, journal hebdomadaire catholique qui fut imprimé jusqu'au début de la Seconde Guerre mondiale. Il a consacré toute sa vie à la défense de la langue bretonne.
Sa mort a été attribuée à la résistance du département. Le responsable FTP local affirme (affirmation non datée) qu'aucun ordre de cette nature n'a été donné, mais certains témoins de cette époque n'ont eu de cesse de narrer et de confirmer les liens tissés entre le « barde » et l'occupant dont les allées et venues dans la cour fermée de « Kerbernès » où résidait leur hôte étaient légion. Il semble qu'il se soit agi d'une sombre histoire de vengeance sur fond de braconnage, l'un des auteurs du délit ayant été pris en flagrant délit par ledit Auguste Bocher sur ses terres.
L'auteur breton auquel la liberté de la Bretagne avait été promise et qui comme d'autres y avait cru, a été exécuté lors de la Libération, comme son frère, par des résistants, au pied d'un rocher se trouvant derrière leur maison à l'orée de la forêt de Duault célèbre pour avoir notoirement abrité un maquis de résistants (un monument leur est dédié au lieu-dit Kerhamon sur la commune de Duault). Ce rocher a gardé pendant longtemps les traces de cette opération vécue comme un soulagement par la population locale[réf. nécessaire]. Un hommage au barde avait tenté d'être organisé sur site pour le 40e anniversaire de sa mort, la levée de boucliers des anciens combattants locaux en avait dissuadé les organisateurs. D'autant que beaucoup ne veulent pas voir se réveiller les souvenirs de ce qui s'apparente plus à un assassinat politique qu'à une exécution commandée par les nécessités de la guerre.
Des tentatives de réhabilitation du « barde » et de certains de ses pairs ont cours dans le confort de notre époque, au mépris des "mauvais choix" que certains individus infiniment isolés et aucunement représentatifs ni de la Bretagne d'aujourd'hui ni de celle d'hier, ont notoirement pu faire.